# Synagoga w Elblągu
Synagoga w Elblągu – nieistniejąca synagoga znajdująca się w Elblągu przy ulicy Sturmstrasse 9 (Chmurna).

## Historia
Wcześniejsza sala modlitwy znajdowała się przy Alter Markt (Stary Rynek), jednak parę lat później zdecydowano się na budowę synagogi przy Sturmstrasse. 
Synagoga ze 160 miejscami została zbudowana wraz z mykwą w 1824 roku, 20 września została poświęcona przez rabina z Królewca – Wolffa Laseruna. 
Podczas nocy kryształowej z 9 na 10 listopada 1938 roku bojówki hitlerowskie pod nadzorem straży pożarnej i w obecności nadburmistrza Elbląga spaliły synagogę. Po zakończeniu II wojny światowej nie została odbudowana.

## Rabini gminy żydowskiej w Elblągu

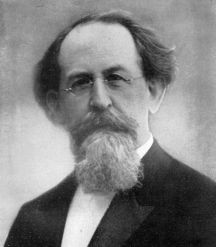
Max Kopfstein – rabin elbląski w latach 1883–1886

- dr Emanuel Schreiber (1875–1878)
- dr Gottlieb Klein
- dr Max Kopfstein (1883–1886)
- dr Siegbert Neufeld (1925–1939)